# Inventaire de phobie sociale
L'inventaire de phobie sociale (INPS) (en anglais, social phobia inventory ou SPIN) est un questionnaire élaboré par le département de psychiatrie et de sciences comportementales de l'université Duke pour dépister et mesurer la gravité du trouble d'anxiété sociale. Cette échelle d'évaluation, basée sur les déclarations personnelles, se compose de 17 éléments qui recouvrent le spectre de la phobie sociale telle que la peur, l'évasion, et les symptômes physiologiques. Les éléments de l'INPS indiquent les signes particuliers de la phobie sociale. La personne qui répond doit indiquer avec quelle intensité chaque énoncé s'applique à elle.
Le questionnaire INPS est similaire à une enquête de service de clientèle. Chaque déclaration peut être mesurée par un choix entre cinq réponses, avec une échelle d'intensité allant de « Pas du tout » à « Extrêmement ». Chaque réponse est ensuite affectée à une valeur numérique allant du moins intense au plus intense. L'évaluation globale se termine par le score total : un score total supérieur à 19 indique une probabilité de trouble d'anxiété sociale.
L'INPS est considéré comme une échelle d'évaluation valide pour le dépistage de l'anxiété sociale, d'une mesure de la gravité de la phobie sociale, ainsi que des résultats après le traitement. D'autres échelles de dépistage sont le SPAI-B et la Liebowitz Social Anxiety Scale.

## Mini-SPIN
Une version abrégée, intitulée mini-SPIN, comportant seulement 3 questions, a été faite pour identifier, avec une précision de 90 %, des personnes diagnostiquées avec trouble d'anxiété sociale généralisée,.